# Steven Brill
Steven Brill (ur. 27 maja 1962 w Utica) – amerykański aktor, producent, reżyser i scenarzysta.

## Życiorys

### Wczesne lata
Steven Brill urodził się 27 maja 1962 roku w Utica, w stanie Nowy Jork. Ukończył Boston University’s Film School, po czym przeprowadził się do Los Angeles, aby rozpocząć karierę filmową.

### Życie prywatne
Brill jest obecnie żonaty z autorką i aktorką Ruthanną Hopper.

## Filmografia

### scenarzysta

#### Filmy
- Potężne Kaczory (1992)
- Potężne Kaczory 2 (1994)
- Waga ciężka (1995)
- Potężne Kaczory 3 (1996)
- Kibice do dzieła! (2000)
- Mały Nicky (2000)
- Dzień z życia blondynki (2014)

#### Filmy TV
- Wczorajsza noc (1999)

### reżyser

#### Filmy
- Mr. Deeds – milioner z przypadku (2002)
- Wiosła w dłoń (2004)
- Drillbit Taylor: Ochroniarz amator (2008)
- Movie 43 (2013)
- Dzień z życia blondynki (2014)
- The Do-Over (2016)
- Sandy Wexler[4] (2017)
- Hubie ratuje Halloween (2020)

#### Filmy TV
- Wczorajsza noc (1999)
- The Weekend (2007)